# Claus Strigel (Maler)
Claus Strigel (* vor 1500 in Memmingen; † nach 1500 ebenda) war ein deutscher Kunstmaler der Spätgotik.

## Leben
Über das Leben Claus Strigels und seine verwandtschaftliche Beziehung zu Bernhard Strigel und Ivo Strigel hat sich nichts erhalten. Lediglich ein Werk, der Memminger Altar, der sich heute in der Frauenkirche in München befindet, trägt seine Signatur. Ein weiterer Retabelaltar aus Chur, der heute im Historischen Museum in Basel steht, wird ihm zugeschrieben. Er erreichte nie die Qualität anderer Meister der Memminger Schule. Seine Werke haben einen sehr ähnlichen Stil wie Bernhard Strigels frühe Werke.